# Engyum linsleyi
Engyum linsleyi là một loài bọ cánh cứng trong họ Cerambycidae.